# Ariadna kisanganensis
Espèce
Ariadna kisanganensis est une espèce d'araignées aranéomorphes de la famille des Segestriidae.

## Distribution
Cette espèce est endémique du Congo-Kinshasa.

## Étymologie
Son nom d'espèce, composé de kisangan[i] et du suffixe latin -ensis, « qui vit dans, qui habite », lui a été donné en référence au lieu de sa découverte, Kisangani.

## Publication originale
- Benoit, 1974 : Notules arachnologiques africaines. III. Revue de Zoologie Africaine, vol. 88, p. 427-436.